# Zračno pristanište Bjelovar
Zračno pristanište Bjelovar je aerodrom u prigradskom naselju Brezovac tri kilometra južno od centra grada. Aerodrom je pretežno sportsko-rekreativne namjene, sa sekundarnom namjenom prihvata i otpreme zrakoplova u potrebi.